# المشاركة الاجتماعية للمشاعر

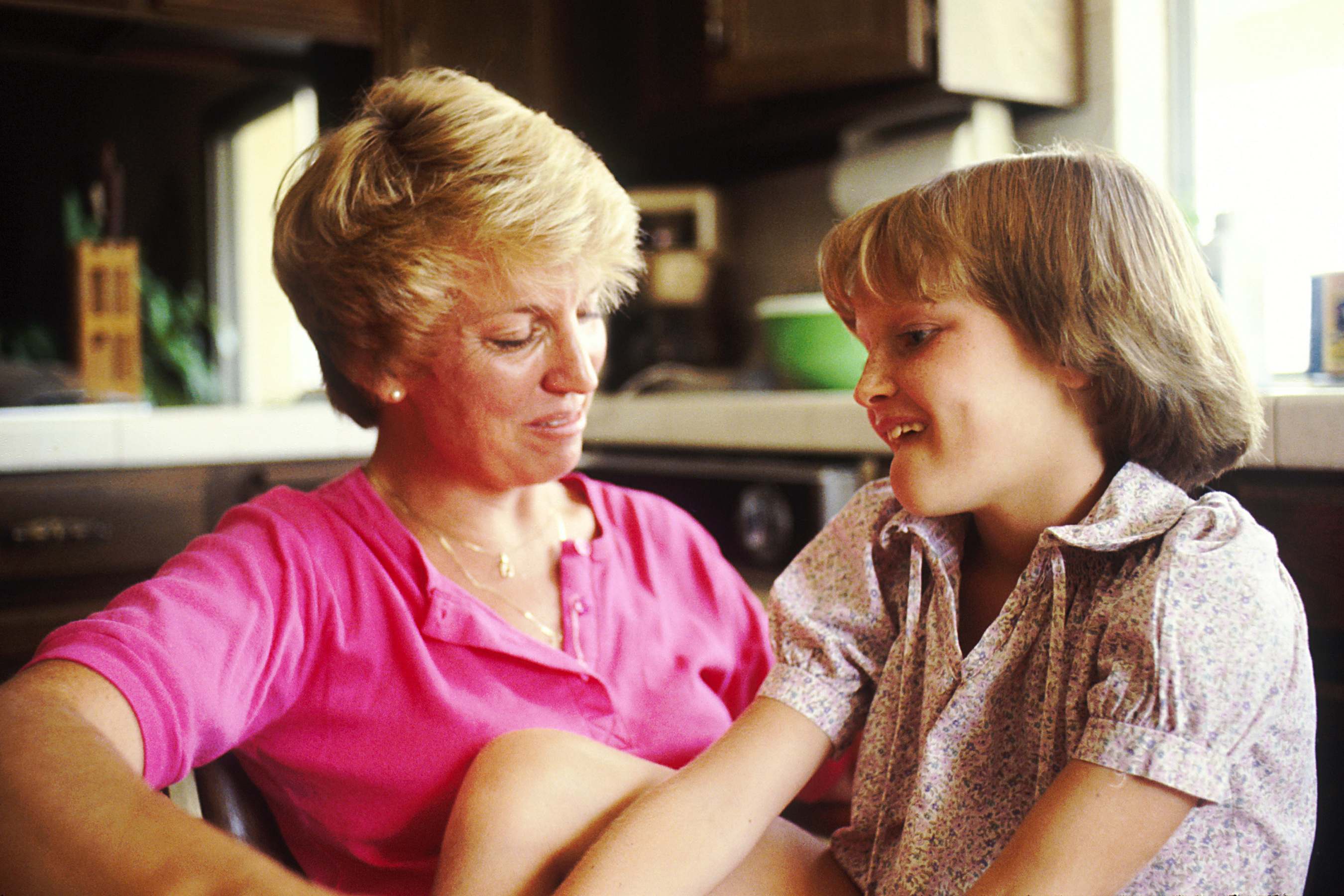
المشاركة الاجتماعية للمشاعر

المشاركة الاجتماعية للمشاعر هي ظاهرة من ظواهر علم النفس التي تتعلق بميل الأشخاص إلى مشاركة التجارب العاطفية وقصها على الآخرين. لا ينظر هذا المجال البحثي إلى التجارب العاطفية بوصفها تجاربًا عابرةً أو باطنيةً أو متفردةً. تشير الدراسات العلمية المتمحورة حول الكوارث والأحداث الحياتية المهمة إلى نزوع الضحايا إلى التحدث عن تجاربهم والتعبير عن مشاعرهم. صاغ ريمي وآخرون مصطلح «المشاركة الاجتماعية للمشاعر» للإشارة إلى هذه الظاهرة، وذلك في عام 1991 تزامنًا مع انطلاق هذه الدراسات التجريبية. اعتُبر هذا البحث بمثابة تطور هام في مجال علم النفس الاجتماعي لأنه يشكك في المنظور المُعتمد حول المشاعر، إذ يصف هذا المنظور -السائد في الأدبيات- المشاعر بأنها نوبات قصيرة الأمد على المستوى الشخصي. وفي المقابل، كشفت المجموعة الأولى من التجارب أن الأشخاص يشاركون ويناقشون ما يقارب 88-96% من تجاربهم العاطفية. ولذلك، تساهم الدراسات حول المشاركة الاجتماعية للمشاعر في خلق منظور جديد جوهري لفهم المشاعر والعمليات الأساسية المرتبطة بها.

## نبذة عامة

### السياق (المنظور التاريخي للمشاعر)
أشار ريمي وآخرون في عام 1991 إلى منظور البحث العلمي المعاصر حول المشاعر، إذ يصف هذا المنظور المشاعر بأنها ردود أفعال على أحداث كُبتت سابقًا بمساعدة من ضبط النفس وإصلاح الذات. وبذلك، اعتُبرت المشاعر عمومًا بمثابة تجارب شخصية سريعة الزوال. أشار ريمي لاحقًا إلى دور نظرية التعلق في جعل التنظيم العاطفي ذو طبيعة بين شخصية بالنسبة للأطفال، بينما يتغير الأمر عندما يصبح المرء بالغًا وقادرًا على تنظيم مشاعره بشكل مستقل. يوصف الفرد السليم في مجال علم النفس بأنه «مكتف ذاتيًا، ومستقل، ومتعمد على نفسه، وقادر على إثبات نفسه والتأثير على محيطه». يعتقد ريغر أن للسياق الذي دُرست فيه هذه النظرة الفردية للتنظيم العاطفي تأثير كبير، أي الولايات المتحدة.

### الأدبيات ذات الصلة
طرح عالم النفس الاجتماعي الشهير ليون فستنغر نظريته المؤثرة حول المقارنة الاجتماعية في عام 1954. تقترح نظريته هذه أن الأشخاص يلجؤون إلى مقارنة أنفسهم بالآخرين بغية الحصول على تقييمات ذاتية دقيقة. علاوةً على ذلك، يلجأ الناس إلى بيئتهم الاجتماعية للبحث عن إيضاحات عند تعرضهم لمواقف أو أحاسيس بيئية غامضة أو مربكة. وبذلك، يُفترض أن يشارك المرء تجربته للمواقف العاطفية الغامضة -أو غير المتوافقة مع التوقعات- مع الآخرين لاحقًا، وذلك إن طالت هذه النظرية المشاعر. وضع فستنغر نظريةً شهيرةً أخرى حول التنافر المعرفي في عام 1957، إذ تطرح هذه النظرية أدلةً إضافيةً على سبب حدوث مثل هذه العمليات. قد تؤثر التجارب العاطفية على مفهوم الشخص عن ذاته كونها غير متوقعة، وبذلك يمكنها أن تتحدى نظام معتقداته. يعتقد فستنغر أن إخفاء الناس لتوقعاتهم من شأنه أن يسفر عن تنافر معرفي بين التوقعات والواقع، لكن يسعى الناس إلى الحد من هذا التنافر من خلال تبرير التناقضات. يُتوقع من الأشخاص بعد اختبارهم لشعور ما مشاركة نتائجه مع الآخرين بغية التقليل من التنافر المعرفي لديهم. تشدد إحدى المقالات التي كتبها ثويتس على أهمية قدرة الآخرين على المساعدة أثناء عملية المسايرة، إذ يستطيع الأشخاص الآخرين طرح وجهات نظر جديدة حول تفسيرات الحدث العاطفي. خلص ريمي إلى الفكرة المتمثلة باستلزام المشاعر لـ «تعبير معرفي» بسبب طبيعتها الكثيفة والمعقدة. يستخدم الأشخاص اللغة للتعبير عن تجربة ما، الأمر الذي يجبرهم على تصنيف مضامين مشاعرهم وتنظيمها، فضلًا عن السماح لهم بتجسيد التجربة وجعلها موضوعيةً في سياق سهل الفهم. يشير ريمي أيضًا إلى دور البيئة الاجتماعية في توجيه الأفراد نحو طرق مقبولة اجتماعيًا لتوضيح ماهية تجربتهم.

### الدراسات التمهيدية حول الصدمة
تستند فكرة المشاركة الاجتماعية للمشاعر إلى الدراسات المرتبطة بالصدمة العاطفية. تُظهر هذه الدراسات ميل الأشخاص إلى التحدث عن تجاربهم والكشف عن مشاعرهم وعواطفهم بعد تعرضهم لكارثة طبيعية أو مصيبة أو حدث جذري. على سبيل المثال، وجدت إحدى الدراسات التي أُجريت في عام 1975 حول ردود الأفعال النفسية بعد وفاة شخص مقرب أن 88% من المفجوعين يشعرون بالحاجة إلى التحدث حول هذا الأمر مع الآخرين. خلصت دراسات أخرى حول الأشخاص الذين تعرضوا إلى كوارث طبيعية أو المصابين بمرض السرطان إلى نتائج مماثلة. دفعت هذه النتائج ريمي إلى صياغة مصطلح «المشاركة الاجتماعية للمشاعر» لوصف هذه الظاهرة.

## التعاريف والخصائص الأساسية
يُمكن تعريف المشاركة الاجتماعية للمشاعر على أنها «عملية بين شخصية» يلحق فيها حدث عاطفي ما «انخراط الأفراد في سلوكيات بين شخصية، يُعتبر فيها مناقشة هذا الحدث وردود أفعالهم تجاهه أمرًا محوريًا». وبعبارة أخرى، تُعد المشاركة الاجتماعية للمشاعر بمثابة عملية إعادة تنشيط للمشاعر بصورة هادفة أكثر، إذ تُعتبر هذه العملية جزءًا من التفاعلات بين الشخصية اللاحقة.
علاوةً على ذلك، طرح ريمي وآخرون خاصيتين رئيسيتين لهذه الظاهرة:
1. تُستذكر المشاعر باستخدام «لغة مشتركة على الصعيد الاجتماعي».
2. يُشارك هذا الاستذكار مع المُخاطب (حتى وإن كان المُخاطب رمزيًا).

## الدراسات الأولية
تستكشف الدراسات الأولية حول المشاركة الاجتماعية للمشاعر الجوانب الفردية لهذه العملية. هدفت هذه الدراسات إلى إيجاد إجابة عن الأسئلة المتعلقة بوقت حدوث العملية، والجهة المشاركة فيها، والفترة الزمنية التي تفصل بين الحدث العاطفي ومشاركته، والاختلافات العمرية أو الجندرية أو الثقافية، وعدد المرات التي يُشارك فيها حدث عاطفي ما وما إلى ذلك.
أُجرى أول بحث تجريبي حول المشاركة الاجتماعية للمشاعر في عام 1991، إذ كان بمثابة دراسة رجعية ملئ المشاركون خلالها استبيانًا حول تجربة شخصية محددة أثارت فيهم شعورًا ما، ثم طُلب منهم الرد على الأسئلة المتعلقة بسلوكيات المشاركة الاجتماعية المتعلقة بهذا الحدث. لحقت التجارب العاطفية مشاركةً اجتماعيةً لها لمرة واحدة على الأقل بالنسبة لـ 88-96% من المشاركين.
خضعت مثل هذه الدراسات الرجعية إلى بعض الانحيازات التي من شأنها التأثير على النتائج. على سبيل المثال، من المحتمل أن يكون المشاركون قد تأثروا بعدد من الانحيازات، مثل انحياز الذاكرة الانتقائية الذي يمكنه التأثير على الأحداث الأكثر شدةً من الناحية العاطفية، أو انحيازات أخرى يمكنها التأثير على اختيارهم للأحداث التي وقعت مؤخرًا.
أُجريت دراسات أخرى بالاعتماد على المذكرات اليومية بسبب تلك الانحيازات المُحتملة. طُلب من المشاركين تدوين أهم أحداث يومهم في كل ليلة ثم الإجابة عن أسئلة مختلفة حول مشاركتهم الاجتماعية لتلك الأحداث. أشارت إحدى هذه الدراسات إلى مشاركة 58% من المشاركين لأحداثهم العاطفية في يوم وقوعها.
أُجريت المزيد من دراسات المتابعة باستخدام نهج مختلف، إذ تواصل القائمون على التجربة مع أشخاص معينين بعد اختبارهم لتجارب عاطفية متوقعة، مثل ولادة طفل أو التبرع بالدم أو إجراء فحص ما. وبذلك، لم يختر القائمون على التجربة الأحداث العاطفية وحسب، بل الأحداث العاطفية التي سيدرسونها حتى يتمكنوا من استكشاف الاختلافات المُحتملة بين أنواع الأحداث العاطفية. دعمت نتائج هذه الدراسات ما توصلت إليه الدراسات الرجعية: يشارك الأفراد ما يصل إلى 96-100% من الأحداث العاطفية التي يختبرونها. علاوةً على ذلك، لم يظهر أي اختلاف ملحوظ في وتيرة المشاركة الاجتماعية بين الأنواع المختلفة من الأحداث العاطفية.
ساعدت هاتين المنهجيتين في التخلص من بعض الانحيازات المُحتملة في الدراسات الأصلية، لكنهما تستندان إلى الافتراض المتمثل بوجود علاقة سببية بين التجربة العاطفية وتطور عملية المشاركة الاجتماعية. أسفر هذه الأمر عن استخدام طريقة تجريبية حقيقية لدراسة الظاهرة. بحث هذه الدراسات فيما يلي: التقى صديقان معًا في المختبر ثم تفرقا. شاهد أحدهما مقتطفًا من أحد ثلاثة أفلام، إما فيلم وثائقي عن الحيوانات (شعور ضعيف) أو مشهد عنيف بين الحيوانات (شعور معتدل) أو مشهد يصور ارتكاب البشر أفعالًا قاسيةً تجاه الحيوانات (شعور قوي). كُلف الشخص الآخر في هذا الوقت بإتمام مهمة تافهة. التقى الشخصين مجددًا وطُلب منهما الانتظار لبضع دقائق لإكمال الجزء الثاني من التجربة. سُجلت المحادثات التي دارت بينهما في فترة الانتظار وحُللت بحثًا عن وجود أي نوع من المشاركة الاجتماعية فيها. أسفرت جميع الأساليب عن نتائج مماثلة، إذ تحدث المشاركة الاجتماعية بعد 88-96% من الأحداث العاطفية.